# سیرا نگرا
سیرا نگرا (به اسپانیایی: Sierra Negra) یک کوه در مکزیک است که در Chalchicomula de Sesma, Puebla, Mexico واقع شده‌است. سیرا نگرا ۴٬۵۸۰ متر بالاتر از سطح دریا واقع شده‌است.